# Orencjusz
Orencjusz – imię męskie pochodzenia łacińskiego, oznaczające "modlący się". Istnieje trzech świętych patronów tego imienia. 
Orencjusz imieniny obchodzi 1 maja.